# Jacaranda duckei
Jacaranda duckei là một loài thực vật có hoa trong họ Chùm ớt. Loài này được Vattimo mô tả khoa học đầu tiên năm 1984.